# 東海堂

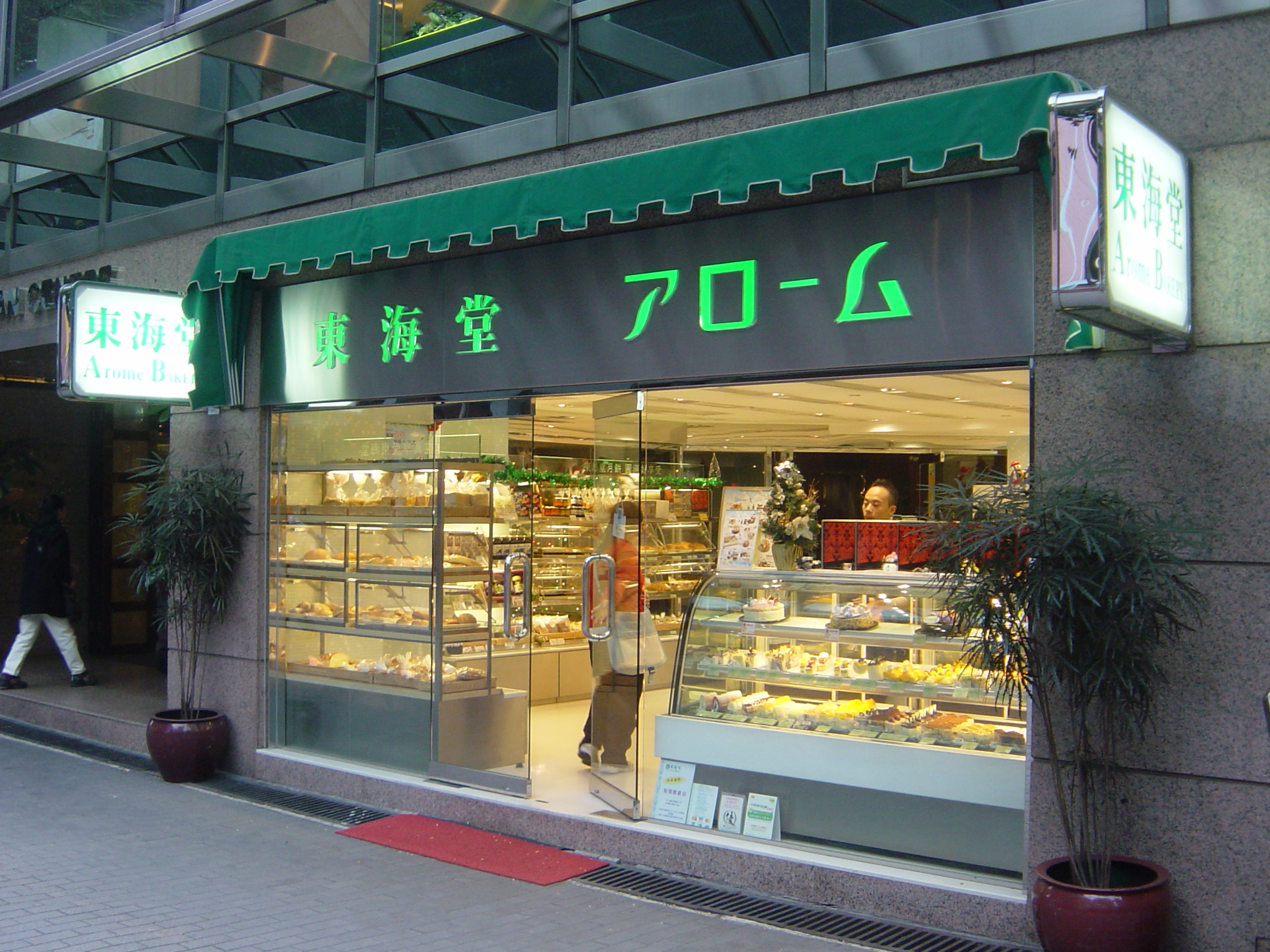
東海堂位於尖東東海商業中心分店（第一代設計）

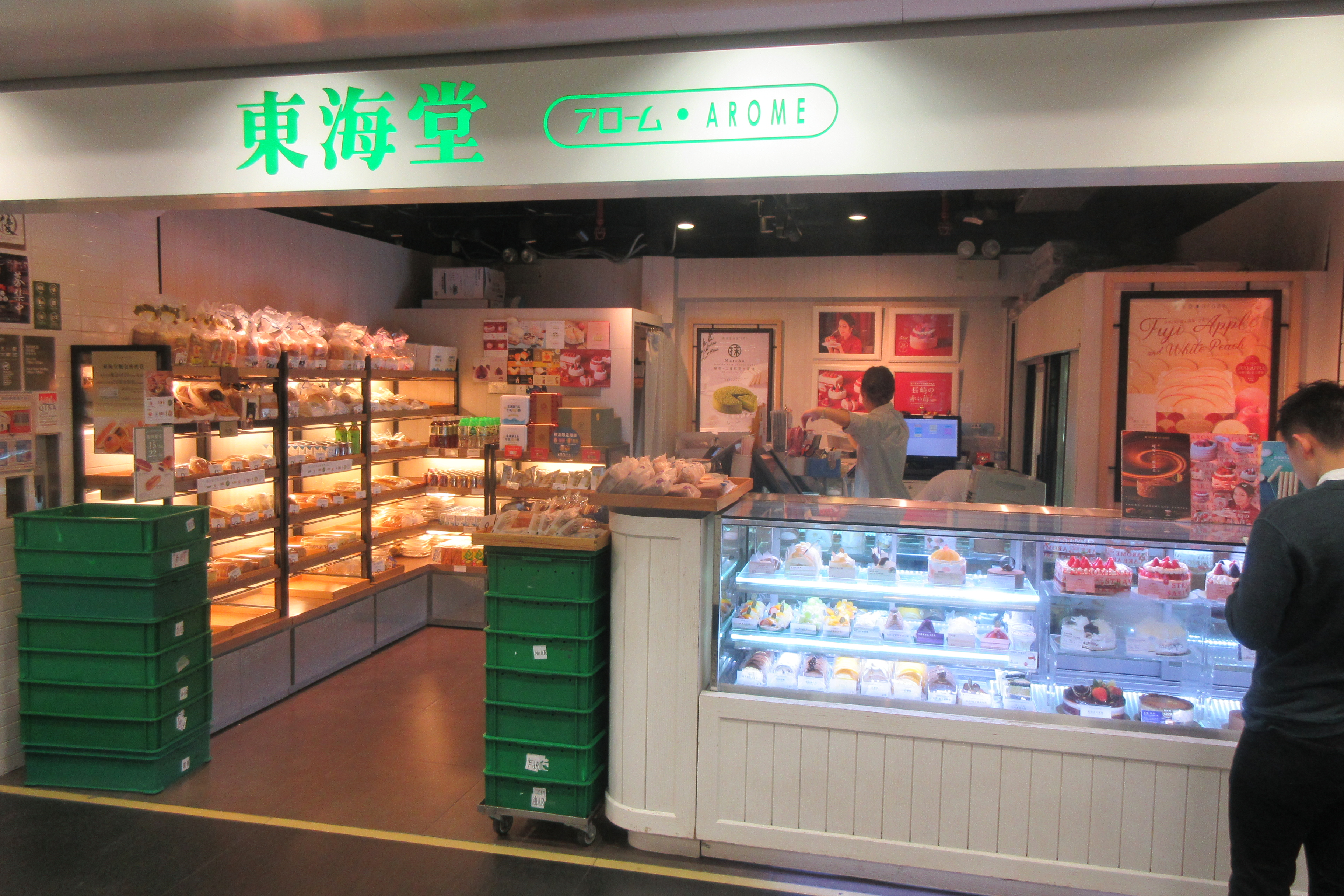
港鐵油麻地站分店（第二代設計）

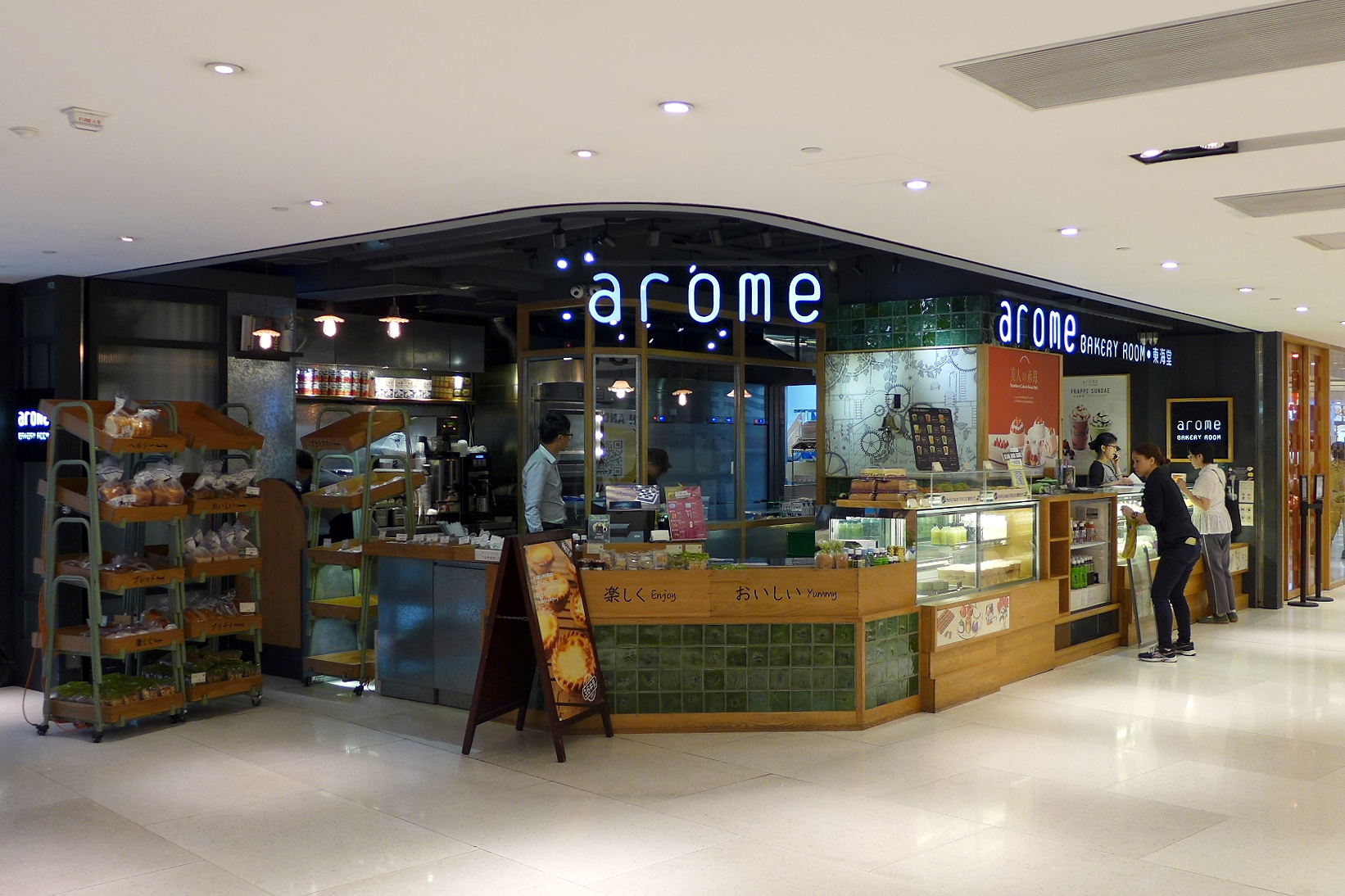
2012年開業的金鐘廊分店（第三代設計）

東海堂高級麵包西餅專門店，簡稱東海堂（英語：Arome Bakery），是香港美心集團旗下售賣麵包及西餅的連鎖店，成立於1985年，主攻中高檔市場。總部現位於九龍長沙灣長順街17號美心集團中心，廠房於2012年元旦由長沙灣遷往大埔工業邨。東海堂近年積極在香港擴展市場，目前在香港擁有約80間分店。

## 歷史
以前分店主要開設於中檔的購物商場或街道，後來分別於1999年及2001年進駐九廣東鐵（今港鐵東鐵綫）及地鐵（今港鐵）各個車站開設東海堂。
公司主要負責人之一是文瑛，據悉她擁有東海堂約四分之一股份，其父于镜波則是「香港建設」（前稱熊谷組）的創辦人，父女均是東海堂董事。於2008年3月被美心集團收購，原有的積分計劃於年底終止及會員折扣亦至會籍到期日止。

## 爭議

### 竄改食用日期事件
2007年12月初，有報章揭發東海堂部份分店的職員，在晚上竄改賣剩麵包的「最佳食用日期」標籤，把本來售3天的袋裝麵包的最佳食用日期，在第3天晚延長到4天，目的是將大批隔夜麵包當新鮮麵包出售，加快去貨。事件引起公眾廣泛關注，但當時香港法例並未將該等行為列為違法。

### 濫用日文事件
2016年1月，AKB48小嶋陽菜曾為東海堂拍攝一則題為「美人の赤苺」的代言廣告，東海堂官方也在廣告上使用日文做為宣傳詞，但文宣內容夾雜港式中文和日文，通篇文章不成文法，遭到強烈的批評。

### 捲入反對逃犯條例修訂草案運動爭議
2019年9月，正值香港反修例風波期間，美心伍氏家族成員伍淑清因發表演講批評反對逃犯條例修訂草案運動的反修例示威者，稱示威者的意見並不代表所有香港人，又於11月接受中共黨媒《環球時報》訪問時宣稱香港已經失去兩代人及放棄年輕人，社會上發起抵制包括東海堂在內的美心旗下品牌，部分店鋪被蓄意破壞。2022年6月，兩名少年因在2020年8月破壞將軍澳廣場東海堂的收銀機顯示屏，在區域法院承認刑事損壞罪，分別被判入更生中心及勞教中心。

## 小註
曾在1995年至2021年间於广东省廣州市開設分店售賣麵包和西餅的廣州東海堂，为中港合作企業，但两地的東海堂並沒有關係。